# Pöhla
Pöhla este o comună din landul Saxonia, Germania.